# 鄒翰
鄒翰（？—？），字軒霞，號霽堂，江西建昌府南豐縣人，順天府宛平縣籍，監生出身。由考取供事，充補方畧館供事，議敘二次，期滿銓選巡檢，隨臺灣軍營辦事，以知縣升用，乾隆六十年六月署四川順慶府岳池縣知縣。嘉慶十一年（1806年）奉旨接替楊廷理擔任台灣府知府。嘉慶十三年（1808年）因無力制止海盜朱濆，且虛捏狡詐戰果，遭閩浙總督阿林保革職拏問。